# 격렬비열도

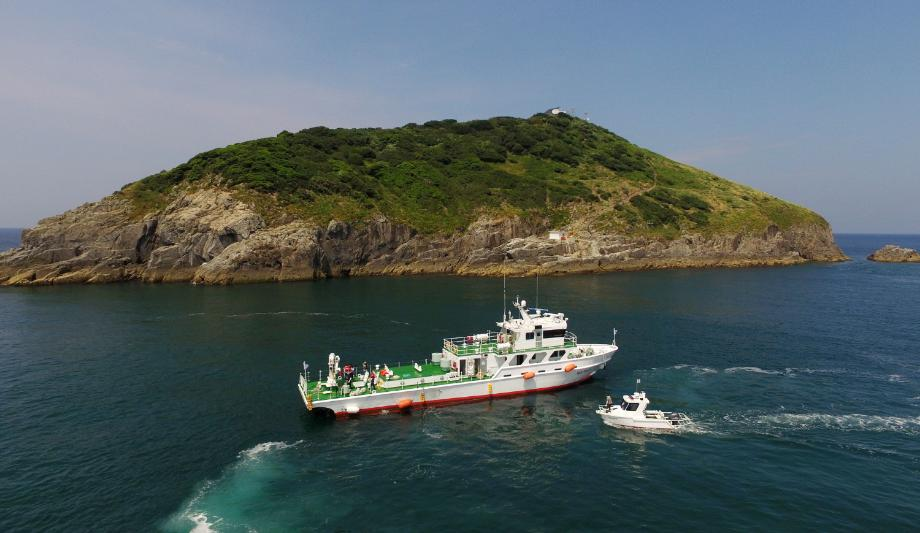
격렬비열도, 어업지도선 태안격비호

격렬비열도(格列飛列島)는 충청남도 태안군의 열도이다. 충청남도의 최서단이며 대한민국의 영해 범위를 결정하는 영해기점 23개 도서 중 하나이기도 하다. 중국 산둥반도와 268km, 충청남도 태안군과 55km 떨어진 지점에 위치한다. 북격렬비도, 동격렬비도, 서격렬비도가 삼각형 모양으로 이루어져 있다. 과거 북격렬비도에는 주민이 거주하였었으나 현재는 일반인이 거주하지 않고 있어 모두 사실상 무인도가 되어 있다.
7,000만년 전 중생대 백악기에 화산 폭발로 생성된 화산섬으로 섬 전체가 암벽으로 이루어져 접안시설도 갖출 수 없는 환경이지만 주변 수역은 청정해역으로 어족이 풍부하고 사람의 손길이 전혀 닿지 않은 야생화와 고목들, 희귀식물이 섬을 둘러싸고 있다.
본래 1909년부터 이 섬에 있는 등대는 유인 등대로 운영되었고 1994년까지 상주하였으나 김영삼 정부 때 등대원을 모두 철수시키고 무인 등대가 설치 운용되었다. 그러다 2014년 한 중국인이 격렬비열도의 한 섬을 매입하려 했다가 불발되면서 이 섬의 중요성이 부각되어 영토 및 영해주권을 강화하기 위한 목적으로 해양수산부 소속 대산지방해양항만청에서 20년 만에 다시 등대원 3명을 파견하기로 했다. 이에 따라 등대원이  순차적으로 거주하기 위한 새 숙소와 헬리콥터 이착륙장도 새로 건설하기로 하고 관련 예산을 정부에 요청, 1월 1일에 국회 본 회의를 통과했다.

## 같이 보기
- 독도
- 함박도